# ناحیه همیلتون، شهرستان گراتیوت، میشیگان
ناحیه همیلتون (به انگلیسی: Hamilton Township) یک منطقهٔ مسکونی در ایالات متحده آمریکا است که در شهرستان گراتیت، میشیگان واقع شده‌است.
 ناحیه همیلتون ۹۰٫۴ کیلومتر مربع مساحت و ۴۹۱ نفر جمعیت دارد و ۲۰۷ متر بالاتر از سطح دریا واقع شده‌است.